# Leon Thomas III
Leon Thomas III (ur. 1 sierpnia 1993 w Nowym Jorku) – amerykański aktor, piosenkarz, muzyk i tancerz.
Znany z roli André Harris z serialu młodzieżowego Nickelodeon Victoria znaczy zwycięstwo. Wystąpił także m.in. w takich serialach i filmach jak: Cudowne dziecko, iCarly, The Naked Brothers Band i wielu innych.

## Filmografia
- 2011: Nowy rok
- 2011: iCarly jako André Harris (odcinek Przyjęcie z Victoria znaczy zwycięstwo)
- 2011: True Jackson jako on sam
- 2010–2013: Victoria znaczy zwycięstwo jako André Harris
- 2008: The Naked Brothers Band jako Leon Williams
- 2008: iCarly jako Harper (odcinek iCarly w telewizji)
- 2007: Cudowne dziecko jako Arthur
- 2007: Just Jordan
- 2005: Przyjaciele z podwórka jako śpiewający Tyrone